# Église de Kaustinen
L'église de Kaustinen (en finnois : Kaustisen kirkko) est une église luthérienne située à Kaustinen en Finlande.